# Burgstall Baumgarten
Der Burgstall Baumgarten bezeichnet eine abgegangene mittelalterliche Niederungsburg und späteres Schloss südlich der Kirche in Baumgarten, einem heutigen Ortsteil der Gemeinde Aislingen im Landkreis Dillingen an der Donau in Bayern.
Die Burg wurde von den Herren von Baumgarten erbaut, 1366 erwähnt und 1458 zerstört. Am 28. April 1621 wird Hans Ernst Fugger als Besitzer genannt. Bis 1613 wurde das Schloss wieder aufgebaut, Ende des 17. Jahrhunderts abgebrochen und 1961 wurde der Burghügel eingeebnet.	
Die Burganlage verfügte über eine durch einen Graben getrennte Vor- und Hauptburg, wovon heute noch Reste der Vorburg und des Grabensystems erhalten sind. Der Burgstall ist als Bodendenkmal gelistet (Aktennummer D-7-7528-0001).